# Hohenschwangau
Hohenschwangau – dzielnica gminy Schwangau w Niemczech, w Bawarii. Znajduje się w nim zamek Hohenschwangau.